# Dee Ex
Dee Ex (ausgesprochen „Die Ex“, wie: „Die Ex-Freundin“), mit bürgerlichem Namen Mia Herm, (* 1982 in Berlin) ist eine Rapperin, die in der offen rechtsextremistischen Musikszene positioniert ist. Für Aufsehen sorgte ihr kurzzeitiges Engagement bei der Partei Die Freiheit, von der sie sich im November 2010 aufgrund unterschiedlicher politischer Auffassungen zu Israel trennte. Als eine der wenigen Hip-Hop-Interpretinnen aus der politischen Rechten war sie Thema in unterschiedlichen Medien – neben antifaschistischen und rechten auch solchen, die über unterschiedliche Querfront-Aktivitäten berichteten.

## Karriere
Ihren Karrierestart als Deutsch-Rapperin begann Mia Herm 2008 und 2009. Basis ihrer Musik waren selbstproduzierte Titel sowie Videoclips, die sie in Eigenregie produzierte und bei den Internet-Plattformen Facebook und YouTube online stellte. Als Künstlerin legte sie sich das Pseudonym „Dee Ex“ zu – nach eigenen Angaben eine bewusst gewählte Analogie zum Begriff der Ex-Freundin, die ebenfalls keiner leiden könne und die überall störe. Musikalisch orientierten sich die Stücke an gängigen Hip-Hop-Produktionen. Ins Zentrum ihrer Texte stellte Herm Themen wie den Verlust deutscher Identität, mangelnden Nationalstolz, drohende „Überfremdung“ durch „Multikulti“ sowie den Verlust deutscher Souveränität im Rahmen der EU. Typisch für ihre Texte ist darüber hinaus eine Anti-Establishment-Haltung, wie sie auch in Teilen der NPD sowie bei den Autonomen Nationalisten gepflegt wird. Im Jahr 2011 wurde sie in einem Fachtagungs-Reader des brandenburgischen Amts für Verfassungsschutz als Beispiel für die Ausdifferenziertheit der aktuellen rechtsextremen Subkultur aufgeführt. Erste Negativ-Reaktionen gab es im März 2010. Facebook und YouTube sperrten die Accounts der Musikerin – im Fall Facebook kommentarlos, im Fall YouTube mit der Begründung, die Seiten verstießen gegen die Community-Richtlinien. Der inzwischen als Querfront-Kolumnist geltende, ehemals dem antideutschen Spektrum zugeordnete Zeitschriften-Herausgeber Jürgen Elsässer vermutete als Ursache der Sperrungen kritische Artikel, die zuvor in der Jungle World sowie auf unterschiedlichen Antifa-Seiten erschienen waren. Ungefähr zeitgleich erschien ein erstes Interview mit Dee Ex in der als rechtspopulistisch geltenden Jungen Freiheit. Hinzu kam eine ausführlichere Homestory in dem der extremen Rechten zugeordneten Magazin Zuerst!. Auch bei der Compact-Veranstaltung am 7. Juli zu den Terroranschlägen vom 11. September 2001 mit Jürgen Elsässer, Paul Schreyer und Bommi Baumann war Mia Herm an Jürgen Elsässers Seite, wie in der Folge Guck mal, wer sich da verschwört der Serie Entweder Broder zu sehen ist.
Im Herbst 2010 trat Mia Herm kurzzeitig der rechtspopulistisch-antiislamischen Berliner Kleinpartei Die Freiheit bei. Die Initiative ging nach ihren Angaben von dem Politiker und damaligen Parteigründer René Stadtkewitz aus, der Herm von der Jungen Freiheit kannte. Herm arbeitete am Parteiprogramm mit; darüber hinaus sollte sie die Jugendorganisation der Partei aufbauen. Unterschiedliche, mit der Haltung Stadtkewitz’ nicht zu vereinbarende Positionen zu Israel führten bereits im November 2010 zum Bruch. Das Zerwürfnis zwischen Partei und Herm wurde unter anderem auch auf der islamfeindlichen Webseite PI News fortgeführt. Auslöser: Herms’ Angaben zufolge hatte PI News einseitig zugunsten der Position von Stadtkewitz über den Konflikt berichtet. Als Deutschrapperin Dee Ex beteiligte sich Mia Herm im Dezember 2010 an der Präsentationsveranstaltung des neuen Magazins Compact im Ratskeller Schmargendorf. An der Vorstellung des als lagerübergreifend konzipierten, eine antiimperialistische und gegen die Dominanz der Supermacht USA gerichtete Stoßrichtung verfolgenden Magazins nahmen neben dem Ex-Linken Zeitschriftengründer und Chefredakteur Jürgen Elsässer der JF-Chefredakteur Dieter Stein sowie Oliver Janich teil – letzterer Mitbegründer der libertären, sozialstaatskritischen Kleinpartei Partei der Vernunft.
Neben den beschriebenen Aktivitäten arbeitete Dee Ex weiter an ihren musikalischen Produktionen. Die Junge Freiheit führte als Beleg für ihre Beliebtheit eine überdurchschnittliche Anzahl von Titelaufrufen im Internet auf und nannte dabei die Zahl von über einer Million. Im Sommer 2011 trat Dee Ex zusammen mit dem Rapper villain051 in einem Jugendclub in Berlin-Lichtenberg auf; ein größerer Auftritt zusammen mit der Rechtsrock-Band Kategorie C erfolgte am 18. Juni 2011 in Schönow bei Berlin. Eine erste CD wurde 2012 über die Webseite des Schild-Verlags angeboten. Schwerpunkt ihrer Präsenz sind allerdings nach wie vor Musikclips sowie Beiträge im Internet. Die eigene Webseite wird von einer – nach eigenen Aussagen – von Freunden unterhaltenen Fan-Webseite mit dem Namen No Hoe Army flankiert. Slogan der Fan-Seite: Deutsch zu sein ist kein Verbrechen. Als Ausdruck ihrer antizionistischen Haltung nahm sie am 18. August 2012 an der al-Quds-Demonstration in Berlin im Rahmen des al-Quds-Tages teil. Musikalisch absolvierte sie – zusammen mit Kategorie-C-Sänger Hannes Ostendorf – einen Gesangs-Gastpart auf dem Album Deutsche Jungs von Kategorie C. Zusammen mit dem Rapper villain051 spielte sie eine Cover-Version des Titels Frei geboren ein – eines Stücks der von Landser-Sänger Michael Regener gegründeten Nachfolgeformation Die Lunikoff Verschwörung, das auch auf der von der NPD vertriebenen Schulhof-CD 2009 mit enthalten war.

## Musik und Resonanz
Ihre Musik bezeichnet Dee Ex zwar als „deutschen Sprechgesang“ beziehungsweise als „patriotischen Rap“. In einem Interview auf der rechtsextremen Site NID infoblog wandte sie sich gegen die Zuschreibung, dass sie mit Rockmusik nichts am Hut habe. Ebenso widersprach sie der Sichtweise, dass sie im Bereich der nationalen Musik in Konkurrenz stehe zu dem ehemaligen Sänger der Gruppe Landser, Michael Regener. Positiver Bezugspunkt sei für sie unter anderem Walther von der Vogelweide. Von der persönlichen Haltung her sei sie philanthropisch geprägt und sehe in jedem Menschen zuerst das Gute. Bei patriotischer Musik sei es letzten Endes egal, ob jemand Rock, Pop, Rap, Metal, Volksmusik oder traditionelle Lieder mache. Ehrliche, nonkonforme Musik sei ein Mittel, um Sorgen, Ängste, Frust oder persönliche Wünsche zu äußern. Deutlich ab vom sogenannten Ghetto-Rap grenzt sie ihre Musik. Als unauthentisch bzw. deutschenfeindlich bezeichnete sie in diesem Zug vor allem Bushido sowie die Rapperin Lady Bitch Ray. Im Gegensatz zu diesen reklamiert sie für sich eine wirkliche (anstatt, wie Herm polemisch unterstellt, lediglich zur Schau gestellte) Unangepasstheit zum gegenwärtigen System – eine Haltung, für die sie auch gegenüber Mainstream-Angeboten, die bereits signalisiert worden seien, keine Kompromisse machen würde.
Ungeachtet ihrer deutlichen Abgrenzung vom Hip-Hop-Mainstream erfuhr Dee Ex in rechtsextremen Foren mitunter Kritik. Die Zustimmung überwog allerdings deutlich. Die Wochenzeitung Jungle World skizzierte diese wie folgt: „Über mangelnden Zuspruch kann sich die Frau nicht beschweren. ‚Ich bewundere sie als Menschen und als Künstlerin‘, bekennt der Leser mit dem Pseudonym Max Mustermann in der Online-Kommentarspalte der Jungen Freiheit (JF). Auch die Leser des Weblogs Politically Incorrect (PI) sind angetan. ‚Deutschland hat soeben den wahren Superstar geboren‘, schwärmt ein Nutzer namens Spuky. Auf dem rechtsextremen Nid-Infoblog wird der Frau ‚Respekt‘ gezollt und ein ‚Kompliment‘ gemacht.“ Auf Facebook gibt sie mit Slogans wie „Zeig Mut gegen echte Gewalt“ eindeutige Zeichen an die Szene, die „dissidenten Linken“ seien aber ebenso willkommen, schreibt sie auf ihrer Pinnwand. Occupy Plakate à la „I’m not anti-system, system is anti-me“ inklusive.
Positive Anknüpfungspunkte sah der rechtsextreme Publizist Jürgen Elsässer: ‚Es ist kein Verbrechen, deutsch zu sein.‘ Wer wollte diesen Satz bestreiten? Auf dieser Linie macht sie Musik. (...) Jedenfalls grenzt sie sich klar vom Rechtsradikalismus ab, und mit den entsprechenden Parteien DVU, NPD etc. will sie auch nichts zu tun haben. Sie ist ganz einfach eine Patriotin und könnte die Stimme von Tausenden werden, die ähnlich denken, denn ihre Musik ist modern und nicht vermufft wie das völkische Schrummschrumm.
Als politische Vorbilder nennt die Künstlerin Konservative wie Roland Koch, Arnulf Baring und Rechtspopulisten sowie den Autor Udo Ulfkotte. Antifaschistische Publikationen halten die Abgrenzung vom rechtsextremen Rand für eher taktisch motiviert beziehungsweise unglaubwürdig. Anlässlich eines Portraitartikels zur Sängerin konstatierte Netz gegen Nazis, das Webportal der Amadeu Antonio Stiftung, einen Modernitätsschub, welcher in der rechtsextremen Szene ebenso zu beobachten sei wie in der Normalgesellschaft. Zumindest auf der seinerzeitigen Facebook-Seite der Sängerin sei, so Netz gegen Nazis, von einer Distanz zur Rechtsaußen-Szene kaum etwas zu bemerken. „Hier postet Dee Ex Flaschenöffner in Hakenkreuzform, garniert sexy Bilder mit dem Slogan ‚Antifa halt’s Maul – Deutschland braucht Dich nicht‘. und verkündet, dass zu ihren Favoriten der reißerische rechtspopulistische ‚Kopp-Verlag‘, die nationalistische ‚Deutsche Militärzeitschrift‘ und das Rechtsaußen-Nachrichtenmagazin ‚Zuerst‘, beide aus Dietmar Muniers Verlag ‚Lesen und Schenken‘, gehören.“

## Diskografie
- 2011 Kategorie C: Deutsche Jungs (Gastgesang zusammen mit Kategorie-C-Sänger Hannes Ostendorff)
- 2012 ich weiß … (Album, Schild Verlag)